# Stand Up (EP)
《STAND UP》은 대한민국 음악 그룹 빅뱅의 세 번째 EP 음반이다. YG 엔터테인먼트에 의해 발매되었다. 이 음반의 타이틀 곡은 "하루하루"로 빅뱅의 이전 히트 곡인 "거짓말"과 "마지막 인사"에 이어 한국의 음원 차트에서는 4,972,770 디지털 다운로드를 기록하며 6주 1위를 달성했고, 연간 음원 차트 2위에 올랐다. 또한 수록곡의 "천국"은 프로모션을 전혀 하지 않은 곡에도 불구하고 음반 발매와 동시에 "하루하루"에 이어 음원 차트 2위를 기록했고, 연간 음원 챠트에서는 9위를 기록하며 화제가 되었다. 음반 판매량은 166,000장을 기록했다.

## 트랙 리스트
| #             | 제목                              | 작사          | 작곡                  | 편곡          | 재생 시간 |
| ------------- | --------------------------------- | ------------- | --------------------- | ------------- | --------- |
| 1.            | 〈Stand Up (Intro)〉              | G-DRAGON      | G-DRAGON, Teddy, KUSH | Teddy, KUSH   | 1:35      |
| 2.            | 〈하루하루〉                      | G-DRAGON      | G-DRAGON, 다이시 댄스 | 다이시 댄스   | 4:15      |
| 3.            | 〈천국〉                          | G-DRAGON      | G-DRAGON, 다이시 댄스 | 다이시 댄스   | 4:06      |
| 4.            | 〈착한 사람〉                     | T.O.P         | T.O.P, KUSH           | KUSH          | 3:23      |
| 5.            | 〈Lady〉                          | G-DRAGON      | G-DRAGON, Teddy       | Teddy         | 3:19      |
| 6.            | 〈Oh My Friend (Feat. 노브레인)〉 | G-DRAGON      | G-DRAGON, 노브레인    | 노브레인      | 3:31      |
| 총 재생 시간: | 총 재생 시간:                     | 총 재생 시간: | 총 재생 시간:         | 총 재생 시간: | 20:09     |